# 足立区立西新井中学校
足立区立西新井中学校（あだちくりつ にしあらいちゅうがっこう）は、東京都足立区にある公立中学校。学校の色は濃い紫。略称「西中（にしちゅう）」。

## 沿革
- 1975年（昭和50年）4月1日 - 東京都足立区立西新井中学校が開校。
- 1975年（昭和50年）5月1日 - 学校の木「はなみずき」制定式を行う。この日を開校記念日とする。
- 1975年（昭和50年）6月2日 - PTA設立。
- 1975年（昭和50年）10月3日 - 校歌制定。
- 1975年（昭和50年）11月5日 - 開校記念式典。
- 1978年　(昭和53年) 3月10日 - 校舎増築完成。屋上にプール完成。
- 2004年（平成16年）6月27日 - 同窓会発足。

## 概要
この地域の生徒は、本来は足立区立第五中学校に通学していた。
昭和45年頃より、第五中学校は生徒数が爆発的に増加し、昭和49年度には、生徒数1698名、40クラスあった。東京都内一のマンモス校とマスコミでも掲載されていた。この頃には、校庭では、体育祭も全校朝礼も出来なかった。体育祭は平野グランドで行い、朝礼は学年ごと、職員室も学年ごとになっていた。
環七より北側地域の人口増加も著しかったため、新設中学校の設置を望む各小学校PTAの署名運動なども盛んになり、現校地に設置が決定した。
昭和50年度に開校。生徒数847名、21学級。
体育館、西側校舎、プールは出来ておらずプレハブ校舎が存在していた。体育館は50年度末に完成。昭和52年には、職員室前に、2階建てプレハブが建てられ、毎年100名近い生徒増加は続いていた。
昭和53年に、西側校舎、屋上プールが出来、完成校になった。
昭和53年度、生徒数1254名、29クラスであった。
昭和56年度、生徒数1413名、30クラス。
令和6年4月現在、生徒数581名、17クラスである。

## 教育方針
- よく考え知性を磨く
- 学びあい品性を高める
- すすんで体力をつける

## 校歌
- 「栄えあれ西新井中学校」
作詞　江間章子　
作曲　團伊玖磨

## 行事
- 4月　入学式・始業式
- 5月　生徒総会・離任式
- 8月　夏休み
- 9月　生徒会本部役員改選選挙
- 10月　終業式・始業式・文化祭
- 3月　卒業式・修了式

## 通学区域
小学校では西新井第一小学校・西新井第二小学校・西伊興小学校の一部・鹿浜第一小学校の一部の通学区域にあたる。
- 足立区
  - 西新井一丁目 - 七丁目全域
  - 谷在家一丁目
  - 西伊興一丁目1番、4番、5番、8番、9番、12番、13番、16番、17番

　　（西伊興一丁目地域は旧伊興町諏訪木、槐戸で、第五中と西新井第二小の学区域だったため）

## 部活動

### 運動系
- 陸上競技部
- バスケットボール部
- バドミントン部
- 女子バレーボール部
- ソフトテニス部
- 野球部
- 水泳部
- 卓球部
- サッカー部

### 文化系
- 読書部
- 吹奏楽部
- 英語部
- 美術部
- 手づくり部
- 工作部

## アクセス
- 東京都交通局日暮里・舎人ライナー西新井大師西駅下車 徒歩2分
- 東武大師線大師前駅下車 徒歩15分
- 東武伊勢崎線・大師線西新井駅
  - 西口 東武バス皿沼循環「江北郵便局前」下車徒歩2分
  - 東口 東武バスはるかぜ「西新井中学校前」下車徒歩1分